# 捷利明斯科耶湖
55°23′32″N 39°55′42″E / 55.39222°N 39.92833°E
捷利明斯科耶湖（俄语：Тельминское），是俄羅斯的湖泊，位於該國西部，由莫斯科州負責管轄，處於沙圖拉區，長0.46公里、寬0.26公里，面積0.1平方公里，最大水深4米。